# Розабель Лауренті Селлерс
Розабель Лауренті Селлерс (нар. 27 березня 1996, Санта-Моніка, Каліфорнія, США) — американсько-італійська акторка театру, кіно та телебачення. Відома завдяки своїй ролі головної героїні дитячого серіалу «Міа та я», а також Тайєни Сенд у «Грі престолів».

## Біографія
Розабель народилася в Санта-Моніці, Каліфорнія, в сім'ї італійців: актриси Мері Селлерс та режисера Фабріціо Лауренті. Вона виросла у Нью-Йорку, а потім переїхала до Риму. Має брата і сестру, які теж займаються акторською діяльністю.

## Фільмографія
| Рік       |    | Українська назва      | Оригінальна назва     | Роль              |
| --------- | -- | --------------------- | --------------------- | ----------------- |
| 2009      | ф  | Колишній              | Ex                    | Барбра            |
| 2010      | тф | Я пам'ятаю Анну Франк | Mi Ricordo Anna Frank | Анна Франк        |
| 2010      | ф  | Кокапоп               | Cocapop               | юна Лаура         |
| 2010      | ф  | Стукачка              | The Whistleblower     | Ерін              |
| 2011      | ф  | Жінки проти чоловіків | Femmine contro maschi | Флавіа            |
| 2011      | тф | Попелюшка             | Cenerentola           | Аврора (13 років) |
| 2012      | ф  | Еквілібристи          | Gli equilibristi      | Камілла           |
| 2012      | ф  | Місячне озеро         | Loon Lake             | Розі              |
| 2012—2015 | мс | Міа та я              | Mia and Me            | Міа Марконі       |
| 2012—2013 | с  | Велика сім'я          | Una grande famiglia   | Валентіна Ренґоні |
| 2013      | ф  | Доброго ранку, тату   | Buongiorno papà       |                   |
| 2013      | ф  | Зловісна пристрасть   | Passione sinistra     |                   |
| 2014      | ф  | Наші хлопці           | I nostri ragazzi      |                   |
| 2015—2017 | с  | Гра престолів         | Game of Thrones       | Тієна Сенд        |
| 2019      | ф  | Зіткнення             | Trading Paint         |                   |
| 2024      | ф  | Як щодо любові?       | What About Love       | юна дівчина       |